# (7998) Gonczi
(7998) Gonczi est un astéroïde de la ceinture principale.

## Description
(7998) Gonczi est un astéroïde de la ceinture principale. Il fut découvert le 15 mai 1985 à la station Anderson Mesa par Edward L. G. Bowell. Il présente une orbite caractérisée par un demi-grand axe de 2,35 UA, une excentricité de 0,12 et une inclinaison de 5,6° par rapport à l'écliptique.

## Compléments